# Hans Riehl (Journalist)
Hans Riehl (* 21. Juni 1935 in Altötting; † 6. Juni 2019 in München) war ein deutscher Historiker und Journalist.

## Leben
Hans Riehl wurde am 21. Juni 1935 in Altötting geboren. Nach dem Tod seines Vaters, des Lagerhausverwalters Hans Riehl, der am 28. April 1945 während der Bürgermorde von Altötting von der SS erschossen wurde, musste seine Mutter Karolina Maria Riehl, geb. Spindler, die vier Kinder (Hans, seine beiden älteren Schwestern Marianne und Hildegard und seinen jüngeren Bruder Herbert) alleine großziehen.
Nach dem Abitur am Humanistischen Gymnasium in Burghausen 1953 machte Hans Riehl eine Lehre zum Industriekaufmann, studierte und begann 1960 seine journalistische Laufbahn bei der Abendzeitung in München. 1961 heiratete er Eva, geb. Witthalm-Ruttmann. Aus der Ehe gingen die drei Kinder Konstanze, Jörg und Judith hervor.
Von 1962 bis 1968 war Hans Riehl Nachrichtenredakteur beim Münchner Merkur. 1968 trat auch sein Bruder Herbert Riehl der Redaktion des Münchner Merkurs bei. Um Verwechslungen zu vermeiden, hängte dieser den Mädchennamen seiner Frau an (Herbert Riehl-Heyse).
Als der Münchner Zeitungsverlag im Sommer 1968 die tz ins Leben rief, war Hans Riehl Redaktionsmitglied der ersten Stunde. Dirk Ippen, zu dessen Verlag das Blatt heute gehört, nennt die Gründung einen „Glücksfall“ – erst damit sei „München zu der Stadt in Deutschland mit der größten Zeitungsvielfalt geworden“. Ein „Glücksfall“ sei auch die Gründungsredaktion aus jungen Journalisten gewesen, „die freiheitlich dachten und manche Konventionen des hergebrachten Zeitungsmachens hinter sich ließen“. Von März 1973 bis Ende 1997 war Hans Riehl Mitglied der Chefredaktion der tz. Daneben machte er seine Begeisterung für Musik und Geschichte zum Beruf und schrieb Konzert- und Opernkritiken sowie zahlreiche Bücher mit historischen Inhalten.
Lange bevor Fake News zum geflügelten Wort wurde, schrieb Riehl:

„Wir Kinder des Fernsehzeitalters halten nicht mehr unbedingt für wahr, was wir schwarz auf weiß lesen. Die Redewendung „lügen wie gedruckt“ geht uns schnell von den Lippen. Nicht einmal jedem Bild wird getraut; es könnte sich ja um eine Fotomontage handeln.
Wahr ist für uns deshalb allenfalls, was wir in bewegten Bildern sehen. Dabei können auch Filmdokumente lügen.“

## Veröffentlichungen
- Als Deutschland in Scherben fiel: Tagebuch des Untergangs (1975)
- Die Völkerwanderung (1976)
- Die Mark: Aufregende Geschichte einer Weltwährung (1978)
- Märchenkönig und Bürgerkönige (1979)
- Als die deutschen Fürsten fielen (1979)
- Ketzereien zur Zeitenwende (mit Werner Schneyder) (1997)
- Requiem für eine Währung (1998)

## Ehrungen
- 1990: Verdienstkreuz 1. Klasse der Bundesrepublik Deutschland
- 1991: Bayerischer Verdienstorden
- 1992: Bayerische Verfassungsmedaille in Silber
- 1993: Großes Ehrenzeichen für Verdienste um die Republik Österreich
- 1998: Wilhelm-Hoegner-Preis
- 1999: Herwig-Weber-Preis